# Hipotenuza
Hipotenúza je najdaljša stranica v pravokotnem trikotniku. Leži nasproti pravega kota. Po navadi jo označimo s črko c. Ostali dve stranici pravokotnega trikotnika se imenujeta kateti.
Beseda hipotenuza (grško starogrško ὑποτείνουσα) izhaja iz besed starogrško ὑπο - spodaj in starogrško τείνειν - raztegniti. Ime je povezano z načinom, kako so antični gradbeniki določali prave kote: vrv z dolžino 12 enot so raztegnili tako, da so dobili pravokotni trikotnik s stranicami 3 enote, 4 enote in 5 enot.
Dolžino hipotenuze lahko izračunamo s Pitagorovim izrekom: a2 + b2 = c2
Velja tudi Talesov izrek, ki nam pove, da leži v pravokotnem trikotniku središče očrtane krožnice v razpolovišču hipotenuze.